# Xanthoparmelia affinis
Xanthoparmelia affinis är en lavart som beskrevs av Hale. Xanthoparmelia affinis ingår i släktet Xanthoparmelia och familjen Parmeliaceae.   Inga underarter finns listade i Catalogue of Life.